# Scooby-Doo et la Carte au trésor
Pour plus de détails, voir Fiche technique et Distribution.
Scooby-Doo et la Carte au trésor (Scooby-Doo! Adventures: The Mystery Map) est un film d'animation américain de Jomac Noph sorti directement en vidéo en 2013. C'est le 20e long métrage de la série de films de la franchise Scooby-Doo produite par Warner Bros.

## Synopsis
Scooby-Doo et ses amis découvrent une carte au trésor dans une boîte à pizza.

## Fiche technique
- Titre : Scooby-Doo et la Carte au trésor
- Titre original : Scooby-Doo! Adventures: The Mystery Map
- Réalisation : Jomac Noph
- Scénario : Tosh E. Maab
- Musique : Terry Fryer
- Photographie : Mark Kluiszo
- Montage : Maeve Price
- Production : Adam Rudman et David Rudman
- Société de production : Spiffy Pictures et Warner Bros. Animation
- Pays :  États-Unis
- Gentre : Animation, aventure, comédie horrifique
- Durée : 44 minutes
- Dates de sortie :
  - États-Unis : 23 juillet 2013

## Distribution

### Voix originales
- Frank Welker : Scooby-Doo / Fred Jones
- Mindy Cohn : Velma Dinkley (Véra)
- Grey DeLisle : Daphne Blake
- Matthew Lillard : Shaggy Rogers (Sammy)

### Voix françaises
- Éric Missoffe : Scooby & Sammy
- Mathias Kozlowski : Fred Jones
- Céline Melloul : Daphné Blake
- Caroline Pascal : Véra Dinkley
- Odile Schmitt : Professeur Escobar
- Pascal Casanova : Gardien du Phare
- Jean-Claude Donda : Mr. Mulrooney
- Rody Benghezala : Barberenfrogné